# مقبل بن عبد العزيز الذكير
مقبل بن عبد العزيز الذكير عالم سعودي من علماء نجد الذين كان لهم دوراً كبيراً بالترجمة والكتابة والتأليف.

## نشأته
- ولد مقبل الذكير عام 1300هـ في المدينة المنورة، وتعلم في عنيزة مبادئ القراءة والكتابة والحساب، وكان خطهُ جميل سليماً من الأخطاء الإملائية.
- سافر مع خاله مقبل بن عبد الرحمن الذكير من عنيزة إلى الكويت، ووصل إليها في 25 /4 /1313هـ، وعمره في الرابعة عشر؛ فأبقاهُ خاله في بيت الشيخ يوسف بن إبراهيم لتعلم الكتابة، وكان في معية أولاد آل ابن إبراهيم لتعلم الكتابة
- عاصر اثناء قدومه إلى الكويت الخلاف الذي نشأ بين مبارك الصباح وأخويه محمد وجراح، والذي انتهى بقتل مبارك لأخويه، مما دعا مقبل إلى السفر للبحرين، والنزول في بيت خاله مقبل بن عبد الرحمن الذكير، مواصلاً تعليمه، ويعتبر بيت خاله من البيوت التجارية العلمية والأدبية التي يقصدها العلماء والأدباء، لا سيما الدعاة الذين ندبهم رحمهُ الله ليكافحوا التنصير
- أصبح مقبل إلى جانب كونه مترجماً كاتباً عند بعض تجار البحرين، لأنهُ بصير بالدفاتر التجارية
- في عام 1343هـ عينً الملك عبدالعزيز آل سعود المترجم مديراً لمالية الأحساء؛ فعمل على تنظيم الشؤون المالية، وترتيب دفاترها وسجلاتها، واستعان على عمله بتنظيم الشؤون المالية، وترتيب دفاترها وسجلاتها، واستعان على عمله بعدد من الشباب الكويتي الذين عرف خبرتهم وكفاءتهم، وأسند إليهم أقسام المالية، فترتبت أعمالها، واستمر بالعمل عحتى استقال برغبةٍ منه، وعُين بدلاً منه الشيخ محمد الطويل أحد أعيان جدةز، وذلك في عام 1349هـ.[2]

## مؤلفاته
- لهُ معجم للبلدان ينقل فيه عن معجم البلدان لياقوت الحموي، ثم يضيف إليه ماعنده من معلومات خاصة أو معلومات جديدة عن الموضع، وهو مخطوط في مكتبة الآداب الشرقية بجامعة بغداد، وهو بخط المؤلف
- تاريخه المتداول، وهو مسودة لتاريخ بيضه، وتاريخ هذه المسودة بخط المؤلف، وكانت موجودة لدى عبد العزيز المحمد الحمد القاضي، المقيم في عنيزة، وصاحب القصيدة العنيزية
- تاريخه المبيض، رويت في فقده روايتين عن ثقتين:
- إحداهما عن صالح بن إبراهيم الخويطر الذي كان موظفاً لدى محمد الحمد القاضي، والآخرى في فقد النسخة.[3]

## ابنائه
لهُ من الأبناء ثلاثة هم: عبد العزيز، وعبد الرحمن، وعبد المحسن.

## وفاته
ذهب المقبل للبحرين، وأستقر فيه، وفتح محلاً تجارياً في اللؤلؤ، واستمر هناك حتى توفاهُ الله في اليوم الثالث والعشرين من جمادى الأولى من عام 1363هـ.

## انظر ايضاً
- عبدالرحمن بن ناصر السعدي